# Krk
Krk (udtales [kr̩̂k] ; italiensk: Veglia; Istro Rumænsk; Vegliot Dalmatisk; arkaisk tysk: Vegl, latin: Curicta; græsk: Kyrikon) er en kroatisk ø i den nordlige del af Adriaterhavet, beliggende nær Rijeka i Kvarnerbugten og en del af Primorje-Gorski Kotar distrikt. Krk er den mest folkerige ø i Adriaterhavet, med flere byer og landsbyer, der i 2011 havde 19.383 indbyggere.

## Historie

### Forhistorie
Der er rester af forhistoriske bosættelser i nærheden af Draga Bašćanska, såvel spor efter bronze og jernalder nær Malinska, Dobrinj, Vrbnik og Baška.
Da venetianerne erobrede Krk for anden gang i 1118, modtog den lokale adelsfamilie, de ukendte Dujams,  Krk som en del af en pagt med Venedig, og de blev grever. Da Dujam døde i 1163, tillod Venedig sine sønner at gøre deres stilling arvelig efter en betaling på 350 byzantinske guldstykker som skat. På kort tid blev Krk-greverne så magtfulde, at Venedig på et tidspunkt fra 1244 til 1260 ophævede deres autoritet. Dette formåede dog ikke at forhindre deres opgang. De øgede den økonomiske udnyttelse, men de bestræbte sig også på at styrke gamle traditioner og rettigheder med forskellige vedtægter ( Vinodol-koden 1288 og Vrbnik-statutten, 1388). Dujams yngste søn, der døde i 1209, lykkedes med at udvide sin autoritet til fastlandet, begyndte at tjene den kroatisk-ungarske konge og modtog distriktet Modruš . På grund af hans økonomiske styrke og sociale status kæmpede hans modstandere mod hinanden for hans gunst. Greverne blev så stærke, at ingen magt kunne true dem (indtil tyrkerne). Medlemmer af hans familie var ledere i Split, Trogir og Senj, og fra 1392 blev en af dem (Ivan 5. ), et kroatisk-dalmatisk forbud. I 1430 tog de efternavnet Frankopan (Frangipane), idet de hævdede at have romersk oprindelse. Det år adopterede de et våbenskjold, der viser to løver, der knækker et stykke brød (latin: frangere panem, bryde brød). Fra 1449 grundlagde Nikola 4.'s efterkommere otte grene af hans familie, og var sammen med Zrinski-greverne den herskende feudale familie i hele Kroatien helt frem til 1671. Frankopanerne producerede syv kroatiske forbud, og mange af dem var protektorer for kroatiske kunstnere.

### 20. århundrede
Den italienske besættelse (1918-1920) var kort, og Krk blev overgivet til Kroatien, derefter i Jugoslavien, ved Rapallo-traktaten, Italien tog Krk igen i 2. verdenskrig (1941-1943), og tysk besættelse fulgte fra 1943 til 1945. Efterkrigstidens udvikling af Krk blev præget af turisme. Bygningen af en lufthavn og derefter en bro over til fastlandet sikrer fremtiden for udviklingen af turismen på øen. I Omišalj har der også været industriel udvikling.
Broen er i den nordlige ende af øen Krk og bruger den lille ø Otoćić Sveti Marko (St. Mark's Islet) som en midterpille.
Krk ligger tæt på fastlandet, og har siden 1980 været forbundet med det, via en 1.430 meter lang to-buet betonbro, en af de længste betonbroer i verden. På grund af nærheden til byen Rijeka er Omišalj også hjemsted for Rijekas internationale lufthavn samt en olieterminal, der repræsenterer en del af havnen i Rijeka og et petrokemisk anlæg.

## Geografi
Krk er ligesom mange kroatiske øer, stenet og bakket. Klippen er for det meste karst. Den sydøstlige del af øen er for det meste bar som følge af boravindene.
- Obzova er det højeste punkt på 568 moh. [8]
- Vela Luka en havn på den sydøstlige ende af øen.

## Kommuner
Kommuner og større byer på Krk omfatter:
- Den eponyme by Krk ( italiensk: Veglia), med 6.243 indbyggere (2011). (italiensk: Castelmuschio; tysk: Moschau): 2.987 indbyggere
- Malinska-Dubašnica – Malinska, (Italiensk: Malinsca; tysk: Durischal): 3.142 indbyggere
- Punat (Italiensk: Ponte; tysk: Sankt Maria): 1.953 indbyggere
- Dobrinj (Italiensk: Dobrigno; tysk: Dobrauen): 2.023 indbyggere
- Baška (Italiensk: Besca; tysk: Weschke): 1.668 indbyggere
- Vrbnik (Italiensk: Verbenico; tysk: Vörbnick): 1.270 indbyggere
- Gabonjin
- Krašica
- Anton
- Pinezići
- Glavotok
- Valbiska
- Njivice
- Poljice
- Nenadići
- Sveti Vid Miholjice